# Padronelo (Amarante)
Padronelo es una freguesia portuguesa situada en el municipio de Amarante. Según el censo de 2021, tiene una población de 754 habitantes.
Según algunos autores, Padronelo (o Pradonello) es un topónimo relacionado con el dominio romano de Portugal. Es un diminutivo de padrão, aludiendo tal vez a un marco miliario del camino romano que pasaba por este territorio.
San Andrés de Padronelo fue el curador de la presentación del Convento de San Gonzalo de Amarante.
Perteneció al disuelto municipio de Gestaçô.